# 마르부르크 바이러스

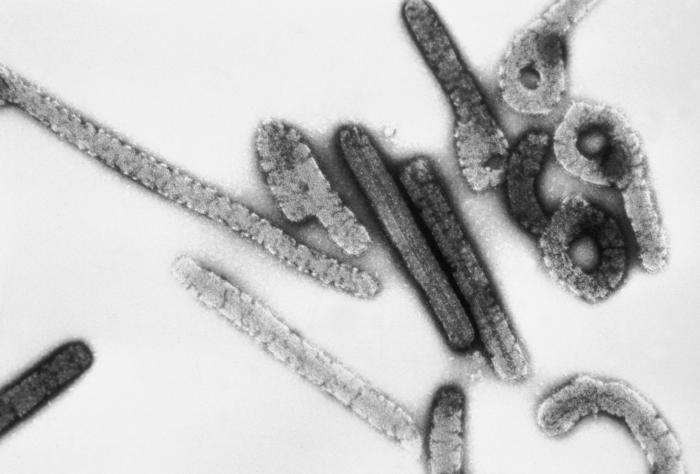

마르부르크 바이러스(Marburg virus)는 필로바이러스과(Filoviridae) 바이러스 계열의 출혈열 바이러스이며 마르부르크(Marburg) 바이러스 속 마르부르크 바이러스(Marburgvirus) 종의 구성원이다. 마르부르크 바이러스(Marburg virus ,MARV)는 바이러스성 출혈열의 한 형태로 인간과 비인간 영장류에서 마르부르크(Marburg) 바이러스 질병 및 마르부르크 출혈열을 일으킨다. 이 바이러스는 매우 위험한 것으로 간주된다. 세계 보건기구(WHO)는 이를 생물 안전도 4 병원체로 평가했다. 미국에서는 NIH / NIAID(National Institute of Allergy and Infectious Diseases)에서 이 질병을 카테고리 A 우선 순위 병원체(Category A Priority Pathogen)로 분류하고 질병 통제 및 예방 센터(Centers for Disease Control and Prevention Center)는 이를 범주 A 생물 테러 에이전트로 분류한다.

## 같이 보기
- 에볼라 바이러스
- RNA 바이러스